# Чома
Чо́ма (угор. Tiszacsoma) — село в Берегівській громаді Берегівського району Закарпатської області України. Населення становить 916 осіб (станом на 2001 рік). Село розташоване за 4,3 кілометра від районного центру.

## Назва
Колишня назва населеного пункту — село «Тисачома».

## Герб
У лазуровому щиті на зеленій землі зелене дерево із золотим стовбуром, перев'язане червоною стрічкою.

## Географія
Село Чома лежить за 4,3 км на південь від районного центру, фізична відстань до Києва — 609,9 км.
| Клімат Чоми             | Клімат Чоми | Клімат Чоми | Клімат Чоми | Клімат Чоми | Клімат Чоми | Клімат Чоми | Клімат Чоми | Клімат Чоми | Клімат Чоми | Клімат Чоми | Клімат Чоми | Клімат Чоми | Клімат Чоми |
| Показник                | Січ.        | Лют.        | Бер.        | Квіт.       | Трав.       | Черв.       | Лип.        | Серп.       | Вер.        | Жовт.       | Лист.       | Груд.       | Рік         |
| Середній максимум, °C   | 0,9         | 3,5         | 9,6         | 16,1        | 21,4        | 24,3        | 26,1        | 25,7        | 21,7        | 15,8        | 8,3         | 3,2         | 14,7        |
| Середня температура, °C | −2,4        | −0,1        | 4,9         | 10,6        | 15,6        | 18,6        | 20,2        | 19,7        | 16,0        | 10,5        | 4,9         | 0,4         | 9,9         |
| Середній мінімум, °C    | −5,7        | −3,6        | 0,2         | 5,2         | 9,8         | 13,0        | 14,4        | 13,8        | 10,3        | 5,2         | 1,5         | −2,3        | 5,2         |
| Норма опадів, мм        | 44          | 37          | 38          | 46          | 68          | 86          | 73          | 67          | 47          | 43          | 51          | 57          | 657         |
| ----------------------- | ----------- | ----------- | ----------- | ----------- | ----------- | ----------- | ----------- | ----------- | ----------- | ----------- | ----------- | ----------- | ----------- |
| Джерело:                |             |             |             |             |             |             |             |             |             |             |             |             |             |

## Археологія
Найбільшою видатною пам'яткою села є сквер із назвою «Могильник давніх мадяр», розбитий на околиці. Він створений на місці довготривалих археологічних розкопок давньоугорських могил періоду ІХ-ХІІІ ст., в угорській історії він називається «Період віднайдення Батьківщини». Видатний краєзнавець Тиводар Легоцький в 1874 році в своїх працях описав результати тодішніх знахідок — могильників на території між селами Геча та Чома, та їх вмісту, зокрема, знарядь праці. Артефакти розкопок ХІХ-го ст. нині зберігаються в Музеї Угорщини в Будапешті. В 1986—1987 рр. російський археолог Віктор Бобков розкопав на околиці Чоми 26 давньоугорських могил, причому знайшов і поховання людей з конями. У 1990-х роках розкопки продовжили закарпатські археологи В´ячеслав Котигорошко та Едуард Балагурі, які спільно з угорським колегою Іштваном Фодором відкрили ще близько восьми десятків могил, з предметами побуту, зброєю та ювелірними виробами. В деяких з могил вони знайшли ознаки поховання за християнським звичаєм.
Археологічна знахідка: Площа могильника біля 0,2 га. Поховання залягають на глибині 0,5-0,6 м від сучасної поверхні. Досліджено 21 могилу. Супровідні матеріали: глиняні посудини, бронзові браслети, срібні сережки, стремена, черепи коней. Тут же відкрита гончарна піч III ст. н. е.
Історична довідка, відомості про дослідження: Могильник відкрито і досліджено експедицією Кемеровського державного університету в 1986 р. Матеріали знаходяться на обробці в КДУ (на 1988 р.).

## Історія
Перші спогади про село відмічаються в 1327 р. Свою назву село отримало від однойменної річки Чома. На початку свого заснування належало Мігаю Бучуі, який помер без спадкоємця. Назву села «Чома» отримало від річки «Чома», яку було передано сім'ї Лоньаі в 1272 році. В XV столітті 1/3 частини села підпорядковувалась місто Берегово.
В 1327 році угорський король Кароль Робер подарував село ішпану (жупану) комітата Берег. На початку 1400-х років третина навколишніх земель була подарована місту Берегсас. В подальшому село належало родинам Сентівані, Кайді та Карої.  В першій половині ХІХ століття тут оселилися русинські кріпаки.

## Архітектура

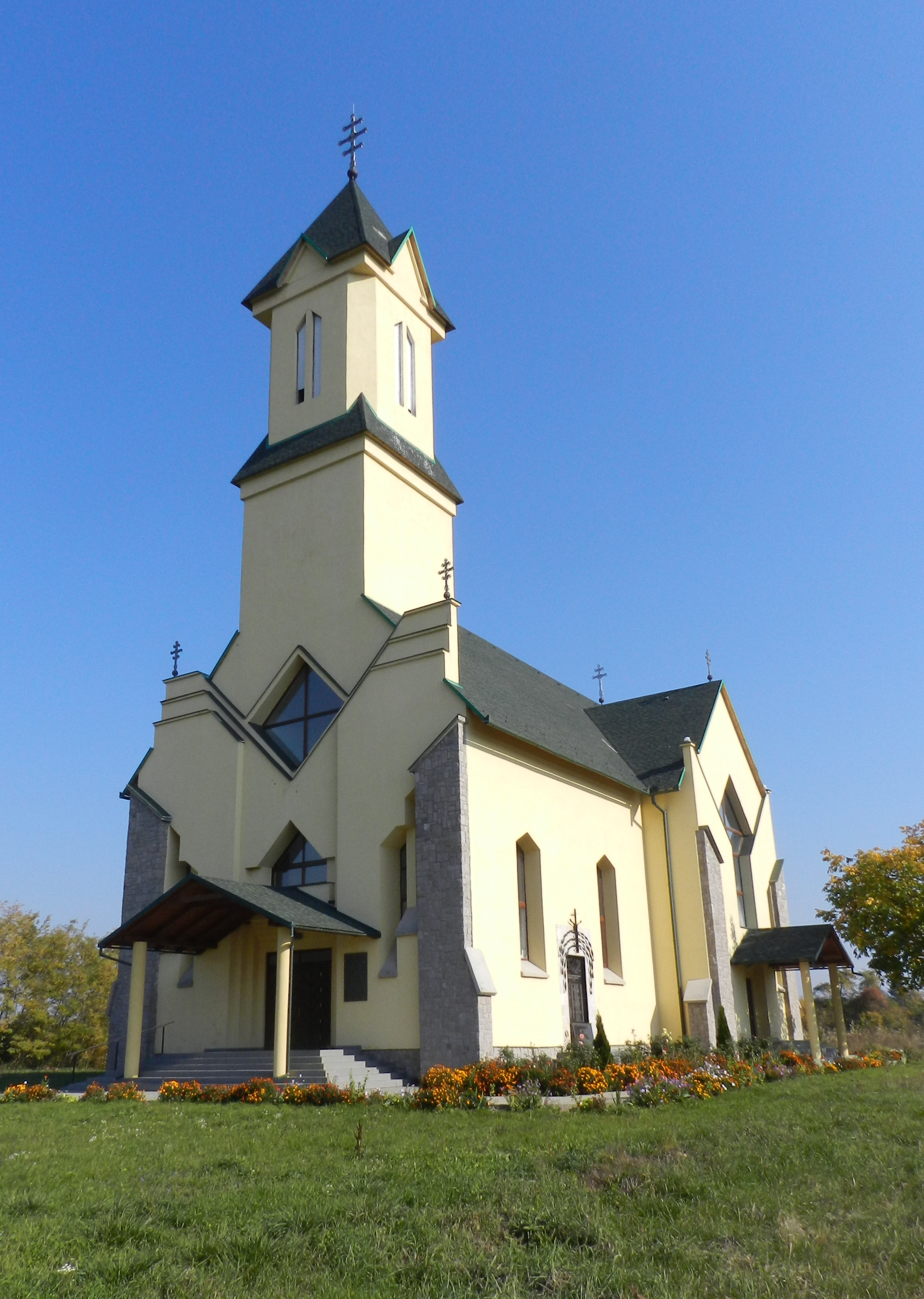
Сучасна греко-католицька церква

У 1797 р. 173 греко-католики мали дерев'яну церкву, яка була філією Берегова. На початок XX ст. у селі ще була дерев'яна церква.
Теперішня невелика базилічна церква давніше була школою з каплицею в теперішній вівтарній частині, а з боку головного входу стояла дерев'яна дзвіниця. Замість дерев'яної дзвіниці прибудували муровану вежу. Всередині немає класичного іконостаса — на дерев'яній перегородці аркою розміщено окремі образи в рамах. На свято Покрови 1994 року єпископ Й. Головач посвятив наріжний камінь під новий храм, який буде 27,5 м завдовжки, 16 м завширшки, а висота дзвіниці становитиме 34 м. Всі клопоти з організації будівництва взяв на себе професійний будівельник Міклош Абрань.
20 серпня 2009 року було освячено нову церкву в честь Святого Іштвана. Новий храм вдало поєднує сучасні тенденції в архітектурі із традиційними.
Для невеликої реформаторської громади села за кошти голландських спонсорів в 2005 році був збудований та освячений молитвений дім.
В 2002 році на стіні храму було встановлено меморіальну дошку з іменами жертв сталінських репресій — із 40 іменами людей, що не повернулись додому з «маленьких робіт».
Для невеликої реформаторської громади села за кошти голландських спонсорів в 2005 році був збудований та освячений молитвений дім.   

## Населення
Станом на 1989 рік у селі проживали 965 осіб, серед них — 450 чоловіків і 515 жінок.
За даними перепису населення 2001 року у селі проживали 916 осіб. Рідною мовою назвали:
| Мова       | Кількість осіб | Відсоток |
| ---------- | -------------- | -------- |
| угорська   | 806            | 87,99 %  |
| українська | 105            | 11,46 %  |
| російська  | 5              | 0,55 %   |

## Туристичні місця
- храм Покрови пр. богородиці. 1906.
- сквер із назвою «Могильник давніх мадяр». В 1993 р. за ініціативи Товариства угорської культури Закарпаття об´єкт був взятий під державну охорону. Через три роки в північній частині давнього поховання  був урочисто відкритий меморіальний парк «Могильник давніх мадярів», який спроектувала художниця Вікторія Чірпак. Основою парку є дерев´яні скульптури давньоугорського вождя Арпада (встановлено в 2000 р.) та короля-хрестителя Святого Іштвана (2001). Згідно плану створення Парку, число скульптур та пам'ятників буде збільшуватись. Щороку тут проводяться урочистості. В 2009 році постановою Кабінету Міністрів  «Могильник давніх мадярів» занесено до об'єктів культурної спадщини національного значення України.

## Різдвяне театралізоване дійство
Коляда в Чома Берегівського району має свої локальні відмінності і зустрічається лише в цьому населеному пункті.
Місцевий «Бетлегем» поєднує «живий вертеп» зі ляльковим, в якому дійові особи мають лялькових «двійників». Склад учасників включає 1 янгола, 2-х старих пастухів, 2-х молодих пастухів та царя Ірода. У старих пастухів на обличчях — шкіряні маски, що лякали людей. Цар Ірод (весь у чорному і з вимащеним сажею обличчям) одночасно був і ляльководом. Лялькова вистава розігрувалася у Вертепі, де у правому кутку знаходилися дерев'яні ясла з Ісусиком. Перед початком лялькової вистави запалювалася свічка. Це театралізоване дійство є «острівком» народних традицій, характерних для греко-католицьких сіл, у реформатському та римо-католицькому середовищі.

## Політика
Голова сільської ради — Ковач Світлана Юріївна, 1964 року народження, вперше обрана у 2006 році. Інтереси громади представляють 14 депутатів сільської ради:
| Партія        | Кількість депутатів | Відсоток |
| ------------- | ------------------- | -------- |
| самовисування | 14                  | 100,00 % |

На виборах у селі Чома працює окрема виборча дільниця, розташована в приміщенні школи. Результати виборів:
- Вибори Президента України 2004 (перший тур): 524 виборці взяли участь у голосуванні, з них за Віктора Януковича — 59,92 %, за Віктора Ющенка — 22,71 %, за Олександра Яковенка — 3,63 %[11].
- Вибори Президента України 2004 (другий тур): 477 виборців взяли участь у голосуванні, з них за Віктора Януковича — 49,27 %, за Віктора Ющенка — 47,59 %[12].
- Вибори Президента України 2004 (третій тур): зареєстровано 708 виборців, явка 57,06 %, з них за Віктора Ющенка — 54,95 %, за Віктора Януковича — 39,85 %[13].
- Парламентські вибори 2006: зареєстровано 709 виборців, явка 70,94 %, найбільше голосів віддано за блок Наша Україна — 20,28 %, за Партію регіонів — 17,10 %, за Блок Юлії Тимошенко — 10,34 %[14].
- Парламентські вибори 2007: зареєстровано 718 виборців, явка 53,34 %, найбільше голосів віддано за блок Наша Україна — Народна самооборона — 39,95 % за Соціалістичну партію України — 20,10 %, за Блок Юлії Тимошенко — 18,02 %[15].
- Вибори Президента України 2010 (перший тур): зареєстровано 736 виборців, явка 51,09 %, найбільше голосів віддано за Віктора Януковича — 38,03 %, за Арсенія Яценюка — 18,88 %, за Юлію Тимошенко — 17,55 %[16].
- Вибори Президента України 2010 (другий тур): зареєстрований 721 виборець, явка 55,06 %, з них за Віктора Януковича — 65,99 %, за Юлію Тимошенко — 28,21 %[17].
- Парламентські вибори 2012: зареєстровано 703 виборці, явка 59,32 %, найбільше голосів віддано за Партію регіонів — 62,35 %, за Всеукраїнське об'єднання «Батьківщина» — 9,59 % та УДАР — 9,35 %.[18] В одномандатному окрузі найбільше голосів отримав Іван Бушко (Партія регіонів) — 36,76 %, за Івана Балогу (Єдиний Центр) — 33,60 %, за Миколу Ковача («КМКС» Партія угорців України) — 21,34 %[19].
- Вибори Президента України 2014: зареєстровано 700 виборців, явка 41,71 %, з них за Петра Порошенка — 85,62 %, за Юлію Тимошенко — 3,08 %, за Олега Ляшка — 2,74 %[20].
- Парламентські вибори в Україні 2014: зареєстрований 701 виборець, явка 36,80 %, найбільше голосів віддано за Блок Петра Порошенка — 55,43 %, за Всеукраїнське аграрне об'єднання «Заступ» — 19,38 % та партію «Народний фронт» — 8,14 %.[21] В одномандатному окрузі найбільше голосів отримав Іван Балога (самовисування) — 34,11 %, за Іштвана Петрушку (Народний фронт) проголосували 25,97 %, за Федора Костя (Всеукраїнське об'єднання «Батьківщина») — 7,75 %[22].